# Lepisorus amaurolepidus
Lepisorus amaurolepidus är en stensöteväxtart som först beskrevs av Sledge, och fick sitt nu gällande namn av Bir och Tirkha. Lepisorus amaurolepidus ingår i släktet Lepisorus och familjen Polypodiaceae. Inga underarter finns listade.